# Sommerpalast (Chengde)

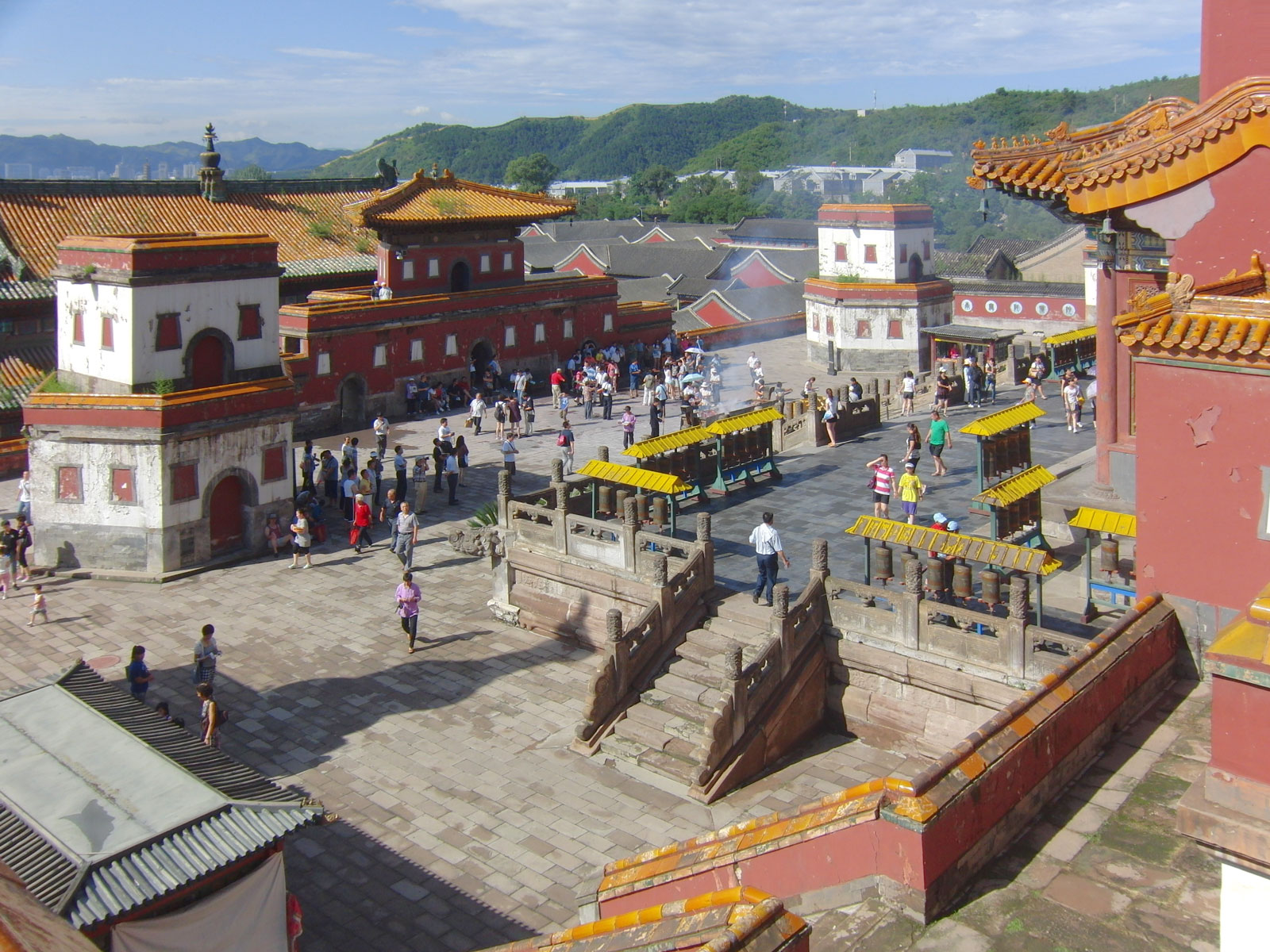
Puning-Tempel

Der Kaiserliche Sommerpalast (chinesisch 避暑山莊 / 避暑山庄, Pinyin Bì Shǔ Shānzhuāng) in Chengde (früher: Jehol, Rehe), etwa 250 km nordöstlich von Peking gehört zu den hervorragendsten Beispielen der chinesischen Gärten.
Die Residenz nimmt eine Fläche von etwa 5,6 Quadratkilometern ein und ist damit der größte kaiserliche Parkkomplex in China. Davon sind etwa vier Fünftel bergig, den Rest bilden Ebenen und Seen. Das Ganze ist von einer Mauer aus Stein mit einer Länge von etwa 10 Kilometern umgeben. Die Anlage lässt sich grob in zwei Teile teilen, von denen der eine den Regierungsgeschäften und dem Wohnen diente und der andere dem Vergnügen. Der Vergnügungsteil kann nochmals in ein Seengebiet, eine Ebene und ein Berggebiet unterteilt werden.
Der Qing-Kaiser Kangxi ließ 1703 hier den ersten Palast anlegen. Die letzte Erweiterung kam 1790 zum Abschluss. Sowohl der Kaiser Kangxi als auch sein Enkel, der Kaiser Qianlong empfingen hier örtliche Beamte und Offiziere, gingen mit ihnen auf die Jagd, hielten Picknicks ab und verteilten Belohnungen. Gemeinsam mit mongolischen Fürsten widmete man sich Pferderennen und sah Ringkämpfen zu oder hörte mongolische Musik. Damit sollten auch die Beziehungen zwischen der chinesischen Zentralgewalt und den mongolischen, kasachischen, uigurischen und chalchasischen Stämmen verbessert werden. Ausländer hatten nur in Ausnahmefällen Zutritt zum Palast. Unter anderem wurde 1793 hier die Macartney-Mission empfangen.
Wie in den meisten chinesischen Gärten oder Parks kommt auch hier den Gebäuden eine große Bedeutung zu. Zu ihnen zählen beispielsweise:
- Brücke des Föhrenwindes
- Hütte im Herzen des Wassers
- Berghaus der Klaren Ruhe
- Tempel des Blütengeistes
- Tor der Wolkenhöhle
- Pavillon zum Hören des Wasserfalls

Der Sommerpalast steht seit 1961 auf der Liste der Denkmäler der Volksrepublik China.